# Рудоуправление имени С. М. Кирова
Рудоуправление имени С. М. Кирова (Галковский рудник, Артёмовский рудник) — бывшее предприятие горнодобывающей отрасли по добыче и переработке железных руд на базе Криворожского железорудного бассейна в городе Кривой Рог.

## История
Рудник основан в 1887 году Юго-Днепровским металлургическим обществом на землях, арендованных у помещика Д. Г. Галковского. 
В 1900 году рудник выдавал 600 тысяч тонн руды в год. В 1887 году добыто 30 тыс пудов руды, в 1899 году — 4,6 млн пудов, в 1914 году — 25,3 млн пудов. В 1914 году насчитывалось 1189 рабочих.
Первым в Кривом Роге возобновил добычу железной руды после революции. Несмотря на отсутствие механизации, к концу 1918 года было добыто 5,5542 млн тонн железной руды. На начало разработки руду добывали открытым способом, с 1920-х годов — шахтами. 
С 1921 года носил имя Артёма. 1 апреля 1939 года вошло в состав треста «Дзержинскруда». В 1939 году присвоено имя С. М. Кирова. 
В 1973 году рудоуправление имени С. М. Кирова вошло в состав промышленного объединения «Кривбассруда».
9 мая 1975 года открыт памятник в честь 128 рабочих и служащих рудоуправления имени Кирова.

## Характеристика
Рудник разрабатывал богатые мартитове гётит-гематит-мартитовые и гётит-гематитовые руды Криворожского месторождения. Производил агломерационную мартеновскую и доменную руды. Система разработки — подэтажное обрушение с отбивкой руды глубокими скважинами.
Балансовые запасы на 1983 год составляли 290,7 млн тонн руды с содержанием железа 55,5%.
Проектная мощность рудника в 1993 году составляла 7,6 млн тонн руды. В 1997 году на руднике добыто 2,0455 млн тонн руды с содержанием железа 53,77 %. Добыча идёт на горизонтах 955 и 1045 метров.
Месторождение вскрыто до глубины 900 метров двумя наклонными рудоподъёмными стволами, до глубины 1100 метров — тремя вертикальными рудоподъёмными и пятью вентиляционными стволами. Добытая руда выдавалась по двойному наклонному стволу шахты № 2 имени Артёма, оборудованному ленточным конвейером.

### Структура
В составе рудника были шахты № 1 имени Артёма, «Восточная», имени Кирова, «Северная», карьер «Южный», дробильно-сортировочная фабрика, ремонтно-механический, энергетический и другие цеха.
Комплекс рудника частично принадлежит ПАО «АрселорМиттал Кривой Рог». Шахта № 2 имени Артёма принадлежит Центральному ГОКу. Законсервирована, добыча идёт скиповым способом через шахту имени Артёма № 1.